# Земпах
Земпах (нім. Sempach) — місто в Швейцарії в кантоні Люцерн, виборчий округ Зурзее.

## Географія
Місто розташоване на відстані близько 65 км на схід від Берна, 13 км на північний захід від Люцерна.
Земпах має площу 8,9 км², з яких на 20,7 % дозволяється будівництво (житлове та будівництво доріг), 64 % використовуються в сільськогосподарських цілях, 14 % зайнято лісами, 1,3 % не є продуктивними (річки, льодовики або гори).

## Демографія
2019 року в місті мешкало 4208 осіб (+4,4 % порівняно з 2010 роком), іноземців було 9,1 %. Густота населення становила 472 осіб/км².
За віковим діапазоном населення розподілялося таким чином: 23,6 % — особи молодші 20 років, 58,7 % — особи у віці 20—64 років, 17,7 % — особи у віці 65 років та старші. Було 1683 помешкань (у середньому 2,5 особи в помешканні).
Із загальної кількості 2022 працюючих 115 було зайнятих в первинному секторі, 724 — в обробній промисловості, 1183 — в галузі послуг.